# Tapeinia pumila
Tapeinia pumila là một loài thực vật có hoa trong họ Diên vĩ. Loài này được (G.Forst.) Baill. miêu tả khoa học đầu tiên năm 1894.